# Mihailo Petrović Alas
Mihailo Petrović Alas, em cirílico sérvio: Михаило Петровић Алас (Belgrado, Reino da Sérvia, 24 de abril de 1868 — Belgrado, Jugoslávia, 8 de junho de 1943), foi um matemático e inventor sérvio.